# Jacques d’Ovidio
Jacques d’Ovidio (* 15. März 1921 in Frankreich; † 1997 ebenda) war ein französischer Filmarchitekt.

## Leben und Wirken
D’Ovidio erhielt in den 1940er Jahren seine künstlerische Ausbildung und begann anschließend beim Film als Szenenbildnerassistent unter Robert Giordani, mit dem er an den Filmbauten zu „Monsieur Fabre“ (1951), „Der Bäcker von Valorgue“ (1952), „Der Damenfriseur“ (1952), „Staatsfeind Nr. 1“ (1953), „Zwischenlandung in Paris“ (1954), „Der Faulpelz“ und „Der große Senechal“ (beide 1957) – überwiegend Lustspiele mit Frankreichs Kinostar Fernandel – zusammenarbeitete. Andere Lehrmeister d’Ovidios waren Alexandre Trauner, Robert Clavel, Auguste Capelier, René Renoux und Jean Mandaroux.
Im Jahre 1960 begann d’Ovidio eigenständig Filmbauten zu entwerfen. In den folgenden zweieinhalb Jahrzehnten machte er sich einen Namen vor allem mit seinen Dekorationen für mehrere ambitionierte Politthriller wie Z und Der unsichtbare Aufstand von Costa-Gavras und für das Gesellschaftsdrama „Monsieur Dupont“. D’Ovidio schuf aber auch mehrmals die Kulissen zu Walerian Borowczyks Erotikdramen und zu einigen Softsexklamotten wie „Die Strandflitzer“, einem veritablen Publikumserfolg der ausgehenden 1970er Jahre. Mitte der 1980er Jahre zog sich Jacques d’Ovidio aus der Branche zurück.

## Filmografie
- 1960: Das Mädchen mit den goldenen Augen (La fille aux yeux d’or)
- 1962: Der dunkelgrüne Koffer (Ballade pour un voyou)
- 1964: Angst in der Stadt (La grande frousse)
- 1964: Mordrezepte der Barbouzes (Les barbouzes)
- 1965: Meine Nerven, Deine Nerven (Tant qu’on on a la santé)
- 1966: Kommissar, sie riskieren zuviel (Commissaire San Antonio: Sale temps pour les mouches)
- 1966: Die Abenteurer (Les aventuriers)
- 1967: Ne jouez pas avec les martiens
- 1967: Alexander, der Lebenskünstler (Alexandre le bienheureux)
- 1968: Z
- 1970: Le pistonné
- 1971: Blanche
- 1972: Décembre
- 1972: Der unsichtbare Aufstand (État de siège)
- 1972: R.A.S.
- 1973: L’ironie du sort
- 1974: Monsieur Dupont (Dupont Lajoie)
- 1975: La Bête – Die Bestie (La Bête)
- 1976: Emanuela 77 (La Marge)
- 1977: Le maestro
- 1978: Unmoralische Engel (Les héroines du mal)
- 1978: Die Strandflitzer (Les bronzés)
- 1979: Sonne, Sex und Schneegestöber (Les bronzés font du ski)
- 1980: Schatz, das ist ein starkes Stück (Le roi des cons)
- 1983: Staub des Imperiums (Poussière d’empire)
- 1985: Le caviar rouge
- 1986: Der Kampf der schwarzen Königin (Sarraouinia)